# 合成纸
合成纸又称聚合纸或塑料纸，是以聚乙烯、聚丙烯为主要原料，经过挤压延伸制成薄膜，然后进行纸状化处理，赋予天然纸的特性（如白度、印刷适性等)而得到的材料。
合成纸由于具有较高的强度、耐折度、耐湿度；平滑性好，有较高的白度和良好印刷性能；耐水性好，浸水后也不破损，因此，在印刷出版方面，合成纸可以印刷耐水报刊、书籍、地图、日历、卡片。在商业包装方面，可用于制造礼品袋、西装袋、购物袋、包装容器盒，也可用于食品、药品、化妆品的外包装。在建筑方面，可用于做彩色贴面纸等。
合成纸还被人们称为环保合成纸，原因有：一是它是以石油副产品聚丙烯和天然石粉造纸，不用木浆、不损坏绿色植物；二是聚丙烯合成纸能多次回收，再造同样质量的原纸。即便将其作为垃圾处理，也可完全燃烧，不会产生有毒气体，符合无二次公害的环保要求；三是生产中几乎不造成工业污染。目前在国际市场上，聚丙烯合成纸包装材料替代普通纸制品率已超过70%。